# Babatan (Semendo Darat Laut)
Babatan is een bestuurslaag in het regentschap Muara Enim van de provincie Zuid-Sumatra, Indonesië. Babatan telt 2061 inwoners (volkstelling 2010).